# Yahya Ould Hamidoune
 (février 2021).
La mise en forme du texte ne suit pas les recommandations de Wikipédia : il faut le « wikifier ».
Les points d'amélioration suivants sont les cas les plus fréquents. Le détail des points à revoir est peut-être précisé sur la page de discussion.
- Les titres sont pré-formatés par le logiciel. Ils ne sont ni en capitales, ni en gras.
- Le texte ne doit pas être écrit en capitales (les noms de famille non plus), ni en gras, ni en italique, ni en « petit »…
- Le gras n'est utilisé que pour surligner le titre de l'article dans l'introduction, une seule fois.
- L'italique est rarement utilisé : mots en langue étrangère, titres d'œuvres, noms de bateaux, etc.
- Les citations ne sont pas en italique mais en corps de texte normal. Elles sont entourées par des guillemets français : « et ».
- Les listes à puces sont à éviter, des paragraphes rédigés étant largement préférés. Les tableaux sont à réserver à la présentation de données structurées (résultats, etc.).
- Les appels de note de bas de page (petits chiffres en exposant, introduits par l'outil «  Source ») sont à placer entre la fin de phrase et le point final[comme ça].
- Les liens internes (vers d'autres articles de Wikipédia) sont à choisir avec parcimonie. Créez des liens vers des articles approfondissant le sujet. Les termes génériques sans rapport avec le sujet sont à éviter, ainsi que les répétitions de liens vers un même terme.
- Les liens externes sont à placer uniquement dans une section « Liens externes », à la fin de l'article. Ces liens sont à choisir avec parcimonie suivant les règles définies. Si un lien sert de source à l'article, son insertion dans le texte est à faire par les notes de bas de page.
- La présentation des références doit suivre les conventions bibliographiques. Il est recommandé d'utiliser les modèles {{Ouvrage}}, {{Chapitre}}, {{Article}}, {{Lien web}} et/ou {{Bibliographie}}. Le mode d'édition visuel peut mettre en forme automatiquement les références.
- Insérer une infobox (cadre d'informations à droite) n'est pas obligatoire pour parachever la mise en page.

Pour une aide détaillée, merci de consulter Aide:Wikification.
Si vous pensez que ces points ont été résolus, vous pouvez retirer ce bandeau et améliorer la mise en forme d'un autre article.
Ould El Moctar Mohamedou Yahya, dit Yahya Ould Hamidoune, né le 31 octobre 1947 à Atar (actuelle Mauritanie) et mort le 11 mars 2011 à Paris, est un mathématicien et chercheur mauritanien, dont la carrière s'est déroulée au Centre national de la recherche scientifique (CNRS). Spécialiste de théorie des graphes et d'algèbre, il est connu en particulier pour sa résolution d'une question posée par  Terence Tao, sur l'extension aux groupes non-abéliens d'un théorème de Freiman-Kneser.

## Naissance et éducation
Yahya Ould Hamidoune est né en octobre 1947, selon les documents de son état civil, contrairement à ce que son frère a dit à l'un de ses collègues suivant lequel sa véritable date de naissance était au mois de novembre 1948 puisque les familles mauritaniennes étaient habituées à modifier la date de naissance de leurs enfants aux fins d’inscription à l’école coloniale. Il est né dans une famille littéraire plus que scientifique, célèbre pour ses nombreux érudits, juges, historiens, poètes et écrivains, et dont son père, le célèbre historien et encyclopédiste, Mokhtar Ould Hamidoune, connu pour être « Ibn Khaldoun de Mauritanie », et on raconte que Yahya le fils a rencontré à un jeune âge le célèbre explorateur Théodore Monod qui a parcouru le nord du pays à la recherche de quelques traces du passé au moment où Mokhtar l'accompagnait. Il a montré des signes de précocité alors qu'il était encore adolescent.

## Études et formations
Il a étudié dans son enfance le programme éducatif que les enfants de sa génération avaient l'habitude d'étudier à son époque. Il a donc mémorisé le Coran et étudié les précis abrégés dans diverses disciplines (juridiques, linguistiques...), avant d'entrer à l'école primaire en 1959 et de l'abréger en trois ans, puis il a rejoint l'Institut de Boutilimit où il était le plus jeune élève. En 1962, muni d’une bourse d’études, il a voyagé au Caire où son père travaillait à l’époque comme diplomate en Égypte. Il y a obtenu un diplôme d'études secondaires lui ouvrant les portes de l'Université Ain Shams où il a obtenu le diplôme de Bachelor ainsi qu’une excellente moyenne en mathématiques en 1970.
Après cinq ans d'enseignement au Lycée National de Nouakchott, il se rend à Paris pour entamer son cursus doctoral à l'Université de Paris VI pour obtenir le titre de Docteur et l’agrégation en février 1978 . Son thème de recherche était le suivant : « Quelques problèmes de connexité dans les graphes orientés ».

## Emplois et responsabilités
Durant la période 1970-1975, il enseigne les mathématiques et la physique au Lycée National de Nouakchott, le plus célèbre et le plus grand lycée de l'époque; le pays ne disposant pas d'une université académique à cette époque. En 1979 il commence sa carrière de chercheur au Centre National de la Recherche Scientifique (CNRS) qui durera jusqu'à sa mort, soit plus de trente ans. En 1981, il a été promu chercheur de premier ordre après avoir discuté d'une thèse de doctorat au centre dans lequel il est resté l'un des chercheurs les plus éminents.
En plus de ses travaux de recherche, il a enseigné en tant que conférencier dans plusieurs universités internationales en France, Espagne, Allemagne, Canada, Amérique, Japon, Venezuela et Inde.

## Ses contributions
Il a produit près d'une centaine d'articles scientifiques dont certains étaient en partenariat avec d'éminents collègues. Sa page indique sur researchGate que sa production ne s'est pas arrêtée même après sa mort, puisque 5 articles scientifiques ont été publiés entre 2011 et 2013 à titre posthume parmi les chercheurs édités. Ce nombre d'articles dans le domaine des mathématiques est considéré comme un record mondial pour les mathématiciens africains.
Durant ses premières années de recherche scientifique, le professeur mauritanien Yahya Ould Hamidoun a concentré ses efforts sur les théories des graphes, car il a consacré près de trente articles à cette partie uniquement, donc en 1978 il a pu prouver la validité de la conjecture de Caccetta-Häggkvist (1978) dans le cas des graphes sommets-transitifs.
Il a également développé des recherches en théorie des nombres, et ses résultats sont bien connus notamment sa preuve en collaboration avec son collègue Silva da Dias. A. J sur l'hypothèse Erdös-Heilbronn, publiée dans le Journal of the London Mathematical Society sous le titre de « Cyclic spaces for Grassmann dérivatives and additive theory » 1994.
Sa passion pour les défis ouverts posés par les mathématiciens était énorme, et son dernier accompli était une preuve de la théorie de Kneser en 2010, que le milieu mathématique a beaucoup célébré, et c'est une réponse de ce mathématicien à une question ouverte posée par l'éminent scientifique japonais-australien Terence Tao liée à certains aspects de la théorie de Kneser dans des groupes non abéliens.
En 2001, il a été le premier à recevoir le Prix Chinguetti pour la Science et la Technologie dans sa première édition des mains du président de la Mauritanie de l'époque, Maaouiya Ould Sid'Ahmed Taya, pour ses travaux sur la théorie additive des nombres.
Ses théories sont généralement liées à divers domaines scientifiques qui peuvent être appliqués aux statistiques et aux probabilités, ainsi qu'aux aspects numériques liés à l'informatique et la technologie de l'intelligence artificielle.
Son professeur Vergnas Las Michel en a dit : « l'un des ceux qui connaissent le mieux le sujet de la recherche primaire et la pertinence des graphes au monde. »

## Sa personnalité et son rapport aux mathématiques
Sa personnalité était caractérisée par le calme et l'humilité, de sorte qu'il n'était pas fan des apparitions en public, ce qui a contribué à son dévouement à cultiver la finesse de la qualité de la pensée logique chez lui, et on raconte qu'un de ses grands-parents s'intéressait à l'étude de la logique. Alain Plagne estime que ce sont ces qualités qui l'ont empêché d'obtenir le poste de directeur du centre et non pas une excuse pour une faible supervision et encadrement des recherches comme on dit. Il s'est également distingué par son talent intuitif qui l'aidait à prédire correctement et rapidement les résultats avant de mettre fin à la séquence logique de l'inférence mathématique, ce qui explique son génie et sa supériorité sur ses pairs.
Il aimait aussi les jeux d'intelligence et de logique, car c'était chez lui qu'il s’adonnait à sa passion pour les mathématiques mentales au cours des cinq années qu'il a passées comme enseignant au Lycée national de Nouakchott. Parmi ces jeux figure le jeu «Dhamet» (Zammet) où il passait pour être l'un des champions patriotiques.

## Son attachement à la Mauritanie
Yahya est resté loin de la politique après avoir quitté la patrie, où il a vécu une courte expérience politique marquée par des dissensions, tout en travaillant comme professeur au lycée national, à la suite de son implication aux côtés des Kadihines, une formation politique qui l'a conduit en peu de temps à la détention arbitraire , mais son attachement à la Mauritanie ne s'est pas arrêté, car il la connaissait et la défendait et participait à des projets qui affectent la réalité de la démocratie, de l'éducation et de l'environnement en particulier et certains de ses proches collaborateurs indiquent qu'il a même refusé les offres de citoyenneté française. Il a toujours rêvé de la Mauritanie, pays avancé à tous les niveaux.
En 2002, il a mis à contribution ses relations et fait don du Prix Chinguetti pour la Science pour assurer le succès d'une conférence scientifique exceptionnelle qui a réuni de nombreux scientifiques et chercheurs mauritaniens à Nouakchott. Dans le domaine de l'environnement, il a occupé un poste au Conseil scientifique du parc national du banc d'Arguin. Une fois il a mené une campagne contre une compagnie pétrolière australienne et a fait appel à une équipe de presse pour préparer un documentaire décrivant la corruption et les catastrophes environnementales auxquelles le parc serait exposé (2006).
Il a aussi travaillé au développement du système éducatif dans son pays. À la fin de sa vie, il a travaillé avec le professeur de mathématiques, Mouhammaden Ould Ahmedou, sur le projet de classes préparatoires qui permettrait aux meilleurs étudiants mauritaniens d'entrer dans les écoles d'ingénieurs les plus prestigieuses de France, mais la mort en a décidé autrement quelques années avant que le rêve ne se réalise.
Il était également connu pour ses dépenses et sa générosité. Il tenait à passer ses vacances en campagne auprès des siens. Il entretenait des centaines de familles vulnérables.

## Décès
Ould Hamidoun décède le 11 mars 2011 dans un hôpital parisien du 12e arrondissement de Paris des suites d'une toxémie. Il est décédé en silence laissant derrière lui des dizaines d'articles scientifiques cités en référence et salués par de nombreux mathématiciens chevronnés.
Le Prix Yahya Ould Hamidoun pour les mathématiques, qui est organisé par l'Association mauritanienne pour la promotion des mathématiques chaque année, reste le seul souvenir qui le relie à la Mauritanie jusqu'en 2020.